# オーイシ・えなこの夜の××
『オーイシ・えなこの夜の××』（オーイシ・えなこのよるのペケペケ）はテレビ神奈川（tvk）で放送されていたバラエティ番組。

## 概要
オーイシマサヨシとえなこが夜の情報番組をコンセプトに、2人がコスプレをして職業体験をする企画や、体を動かす体操企画などさまざまな情報を紹介する番組である。
2021年7月21日には、番組がBS11でも放送されることが、公式Twitterにて発表され、28日にYouTubeチャンネルが開設された。YouTubeには、番組の一部や、期間限定での番組の見逃し配信などが投稿される。

## コーナー
職業体験企画
オーイシマサヨシとえなこがコスプレをして職業を体験する企画。YouTube限定で公開された番組第0話でのえなこの発言によりこの企画が決定した。
夜のペケペケ体操
オーイシマサヨシとえなこが体操をする企画。YouTube限定で公開された番組第0話でのえなこの発言によりこの企画が決定した。

## 放送リスト
| 回数   | 放送日         | タイトル                       | 内容 |
| ------ | -------------- | ------------------------------ | --- |
| 第1回  | 2021年 7月29日 | 忍者に大変身！                 | ASAKUSA NINJA Cafe & Barにて忍者コスプレで手裏剣対決や吹き矢対決などを行った。 |
| 第2回  | 8月5日         | 超低予算コスプレに挑戦！       | 予算3000円以内で「カリスマ塾講師」や「殺し屋」に成り切るコスプレ企画などを行った。 |
| 第3回  | 8月12日        | イルカと友達になろう!          | 横浜・八景島シーパラダイスにてドルフィントレーナーになり、イルカと遊ぶ企画と、えなことスタッフが、オーイシを女装させグランプリを決める「オーイシかわいこちゃん選手権」を行った。          |
| 第4回  | 8月19日        | ダサいえなこが見てみたい！     | 隙のないえなこに慣れず緊張しているオーイシが、えなこにダサいアイテムを身に付けさせて隙を作らせるという企画「一度でいいから見てみたい えなこがちょっとダサいとこ」を行った。               |
| 第5回  | 8月26日        | 異世界に転生！？               | 角川武蔵野ミュージアムで開催中の「異世界みゅーじあむ」にて『オーバーロード』『この素晴らしい世界に祝福を!』のエリアを回った。                                                             |
| 第6回  | 9月2日         | えなこがリゼロのレムに大変身！ | 前回に引き続き、「異世界みゅーじあむ」にて『幼女戦記』『Re:ゼロから始める異世界生活』のエリアを回った。『異世界かるてっと』とのコラボカフェ「いせかる食堂」にてコラボメニューも実食した。 |
| 第7回  | 9月9日         | オーイシ車夫 鎌倉を駆ける！    | 鎌倉にて人力車の車夫を行った。オーイシがえなこを乗せ、鎌倉を回った。 |
| 第8回  | 9月16日        | 西洋騎士になって戦います！     | 西洋剣術スクールにて、中世の騎士の甲冑を纏い西洋剣術を行った。 |
| 第9回  | 9月23日        | 大切なもの神経衰弱！           | 番組のポップアップショップの開催が決定したことから販売する番組グッズを紹介。その後、2人の私物を持ち寄り「神経衰弱」で、私物の中からショップに展示する物を決めた。                         |
| 第10回 | 9月30日        | ドラマチック最終回！           | 番組が最終回となることから、番組スタッフが用意したドラマチックなシナリオを2人が演じた。さらに『めぞん文豪』の作者である河尻みつるをゲストに迎えて漫画を作った。                           |

## 出演者
番組MC
- オーイシマサヨシ
- えなこ

キャラクター
- ペケペケ役 - 青木佑磨[9]
- ペケ美役 - 乾曜子
- ペコペコ役 - ダイス

ペケペケ体操
- インストラクター - Billy

## テーマソング
オープニングテーマ
- えなこ「SP-LuSH ROAD」[注 2]

作詞：ZAQ、作編曲：Tom-H@ck
エンディングテーマ
- Astrow「グラビティ・フリー」

作詞・作曲：urei、編曲：Keisuke Fujimaki

## 放送局
| 放送地域 | 放送局 | 放送期間                | 放送日時                     | 放送系列 | 備考   |
| -------- | ------ | ----------------------- | ---------------------------- | -------- | ------ |
| 神奈川県 | tvk    | 2021年7月30日 - 10月1日 | 金曜 0:30 - 1:00（木曜深夜） | 独立協   | 制作局 |
| 日本全域 | BS11   | 2021年7月31日 - 10月2日 | 土曜 1:30 - 2:00（金曜深夜） | BS放送   |        |
| 京都府   | kbs    | 2021年10月14日 -        | 木曜 22:30 - 23:00           | 独立協   |        |